# Нихилизъм
Нихилизъм е философската позиция, според която всичко в света, особено човешкото съществуване, човешкото минало и настояще, е лишено от обективно значение, цел, познаваема истинност и реална ценност.
Нихилизмът е още политическо движение, важно за историята на Русия през 19 век.

## Етимология
Терминът произлиза от латинското nihil, означаващо „нищо“. Оксфордския английски речник (Oxford English Dictionary) посочва първата ѝ употреба през 1817 в английски, а Историческият речник на френския език (Dictionnaire historique de la langue française) на Алън Рей (издание 1995) посочва 1787 като първа употреба на думата във френски, посочвайки, че nihiliste е използвана през 1761, макар в религиозния смисъл на „еретик“, която употреба днес е остаряла. Рей също посочва, че руският еквивалент (нигилизм), откъдето вероятно идва и в българския език, се появява през 1829.

## Нихилизмът във философията
Като философски възглед, нихилизмът често се асоциира с философията на Фридрих Ницше, Артур Шопенхауер, Петер Запфе и др. Нихилистите най-общо приемат някои от следните твърдения:
- няма рационално доказателство за съществуването на Бог или на Създател
- истинският морал е непознаваем
- светската етика е невъзможна
- няма истина
- никое действие не може да бъде разбрано като предпочитаемо пред друго[1]

Томас Хобс описва ситуацията на нихилизма така:
: „Няма по-високо или по-ниско, и по този начин по-високите аспирации мотивирали човечеството през вековете губят своята атрактивност за душата. (...) Няма фундаментален смисъл или крайна цел на човешкия живот.“
Нихилизмът е вярата, според която всички стойности са безоснователни. Това често се асоциира с екстремален песимизъм и радикален скептицизъм, който осъжда цялото съществуване. Истинският нихилист, вярващ в нищото, няма лоялности и никаква цел освен, може би, деструктивния импулс. Нихилизмът най-често се асоциира с Фридрих Ницше (макар самия той да казва, че нихилизмът трябва да бъде преодолян) и неговите идеи, които имат корозивни ефекти и евентуално искат да унищожат всеки морал, религия и метафизични убеждения, загатват за най-голямата криза в човешката история.
През XX век се появиха нихилистични теми като: епистемологическо пропадане, световно разрушение, космическа безцелност – и които бяха обект на изследване от художници, обществени критици и философи. А от края на изминалия век екзистенциалното отчаяние като отговор на нихилизма отстъпи като становище на безразличие и отхвърляне на остарелите ценности.
Според Иван Тургенев в романа „Бащи и Синове“: „Нихилистът е човек, който не се преклонява на която и да било власт, който не приема който и да е принцип на вярата, колкото и много този принцип да бъде почитан.“ Но като цяло екзистенциалният или обществен нихилизъм се обнародва с чувството на изолация, безполезност, тревога и безнадежността на човешкото съществуване, извънредно разпространено в съвременния цифров свят. Така нихилизмът се родее със светоусещането на песимизма, който е склонен да разглежда човешкото самосъзнание като грешка и товар, от който следва трагедията на човека.

## Нихилизмът в изкуството
Има различни движения в изкуството, като сюреализма и кубизма, които са били критикувани за това, че се доближават до нихилизма, но от тях само Дада го прегръща открито. През 20 век критика към модерното изкуство като нихилистично заради нерепрезентативната му същност се осъществява например в Германия по управлението на Хитлер, когато модерното изкуство там е наречено дегенеративно (entartete Kunst), а по отношение на комунистическите режими е наложена нормата за естетическия реализъм. В модерната литература от 18 век насетне нихилизмът присъства може би най-ярко в някои хорър сюжети, родени във въображенията на автори като Едгар Алан По, Хауърд Лъвкрафт и Томас Лиготи.

## Нихилизмът в Америка
Майкъл Новак, американски теолог и политически писател, пише изследване на нихилизма от американско гледище, озаглавено „Изпитване на нищожността“ (1970), позабравена днес, тази работа остава остра и проницателна критика на идеологическото „митотворчество“ (mythmaking), и твърди, че загубата на значение и ценност, или с други думи „изпитването на нищожността“, маловажността на нещата, не трябва да става идеология – „нихилизъм“ – но по-скоро трябва да бъде една истинска начална точка за „етическо изследване“.
Елайша Шапиро, като нихилистки кандидат за губернатор на Калифорния през изборите 2006, провежда кампания базирана на идеята за налагане на бракове само за гейове, 180 км/ч ограничение на скоростта и отцепване на щата от САЩ.

## Нихилизмът в България
Калоян Смилков защитава докторска дисертация „Българският социално-политически нихилизъм през Модерната епоха“ (2005).
„Oсновната идея в изследването е, че нихилизмът не е просто отрицание или негативизъм, а е градивен. Българският принос към идеите на нихилизма е този, който задава практическия модел на българското общество и култура през Модерната епоха.“ 
„Българският социално-политически нихилизъм е неизбежен спътник на модернизационната ситуация, която освен обществен етап и стадий, е структурираща културата на ранно-индустриалното общество в България от ХІХ и ХХ в.“
„Социално-политическите отношения образуват една невидима структура и не подлежат на осмисляне като реалност, размиваща се винаги в тиранията на ежедневието и никога непостигаща саморефлексия.“
„Всяко отрицание съдържа и определено утвърждаване.“
„Нихилизмът е залог във всеки разговор, съдържа се спотаен във всяко слово и мисъл.“
„Интелектуалният нихилизъм оголва ценностните значения и представи, а не ценностите сами по себе си.“
„Нихилизмът продуцира несигурност.“